# یاسودا یوشیسادا
یاسودا یوشیسادا (به ژاپنی: 安田 義定 Yasuda Yoshisada)؛ ۱۱۳۴ – ۵ سپتامبر ۱۱۹۴ (سن ۶۱)) سامورایی در دوره هی‌آن و دوره کاماکورا اهل ژاپن بود.